# دانشگاه گیسن

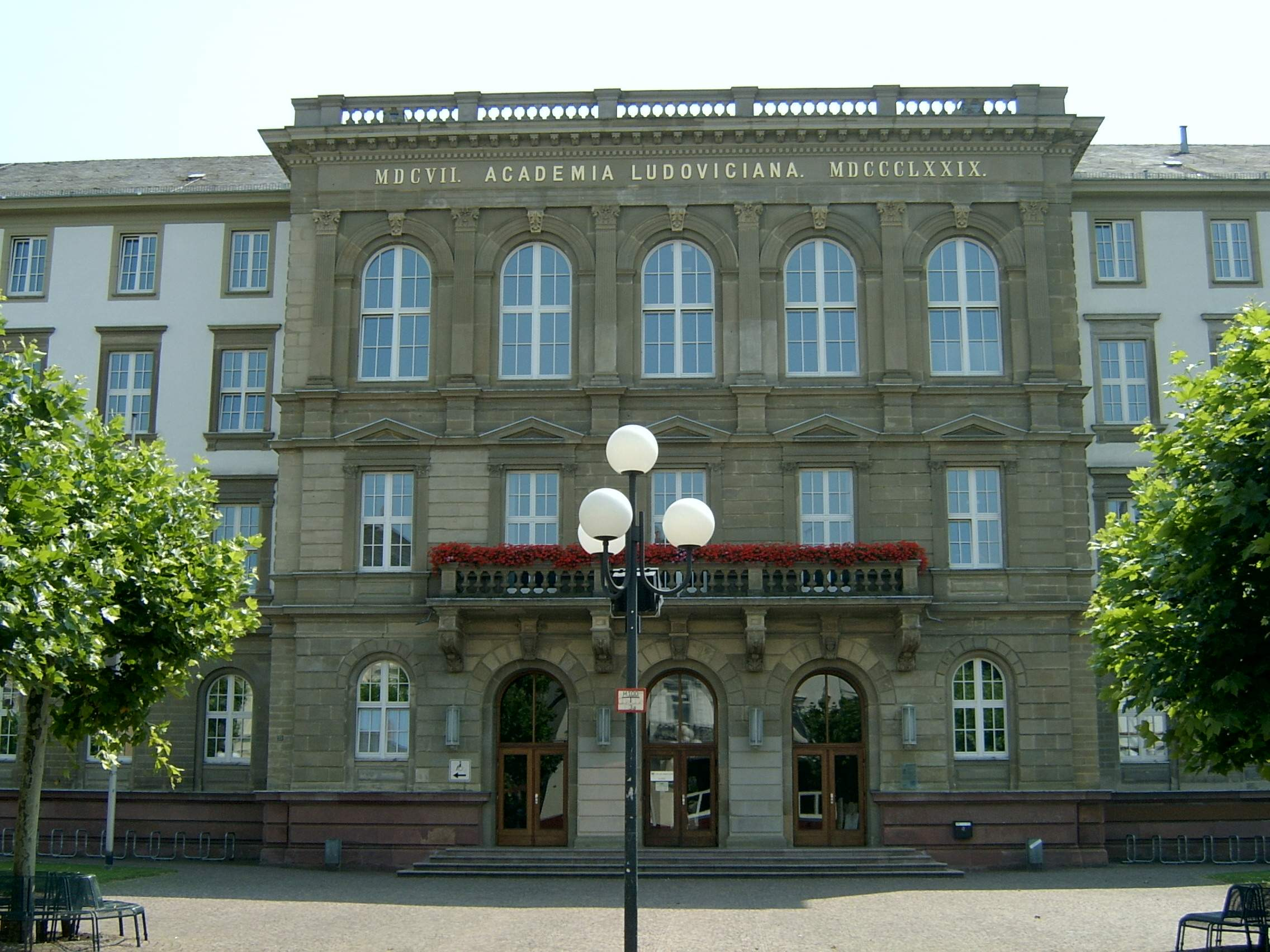
ساختمان مرکزی دانشگاه

دانشگاه گیسن با نام رسمی دانشگاه یوستوس-لیبیش گیسن (آلمانی: Justus-Liebig-Universität Gießen) یک دانشگاه تحقیقاتی دولتی در گیسن واقع در ایالت هسن آلمان است که در سال ۱۶۰۷ میلادی بنیان‌نهاده شده‌است. نام این دانشگاه از شیمی‌دان آلمانی، یوستوس فون لیبیش گرفته شده‌است که از اعضای هیئت علمی آن بوده‌است. دانشگاه گیسن دارای رشته‌هایی در زمینه‌های هنری، علوم انسانی، کسب و کار، پزشکی، اقتصاد، حقوق، دندان‌پزشکی، علوم پایه، علوم اجتماعی، و دامپزشکی است.
دانشگاه گیسن در ۱۶۰۷ میلادی بنیان‌گذاری شده‌است. در ترم زمستان ۲۰۱۴–۲۰۱۵ میلادی، بیش از ۲۸۰۰۰ دانشجو در آن مشغول به تحصیل بوده‌اند.

## دانشکده‌ها
- حقوق
- پزشکی
- دامپزشکی
- زیست‌شناسی و شیمی
- زبان، ادبیات، فرهنگ
- روان‌شناسی و علوم ورزشی
- تاریخ و مطالعات فرهنگی
- اقتصاد و مطالعات کسب و کار
- علوم اجتماعی و مطالعات فرهنگی

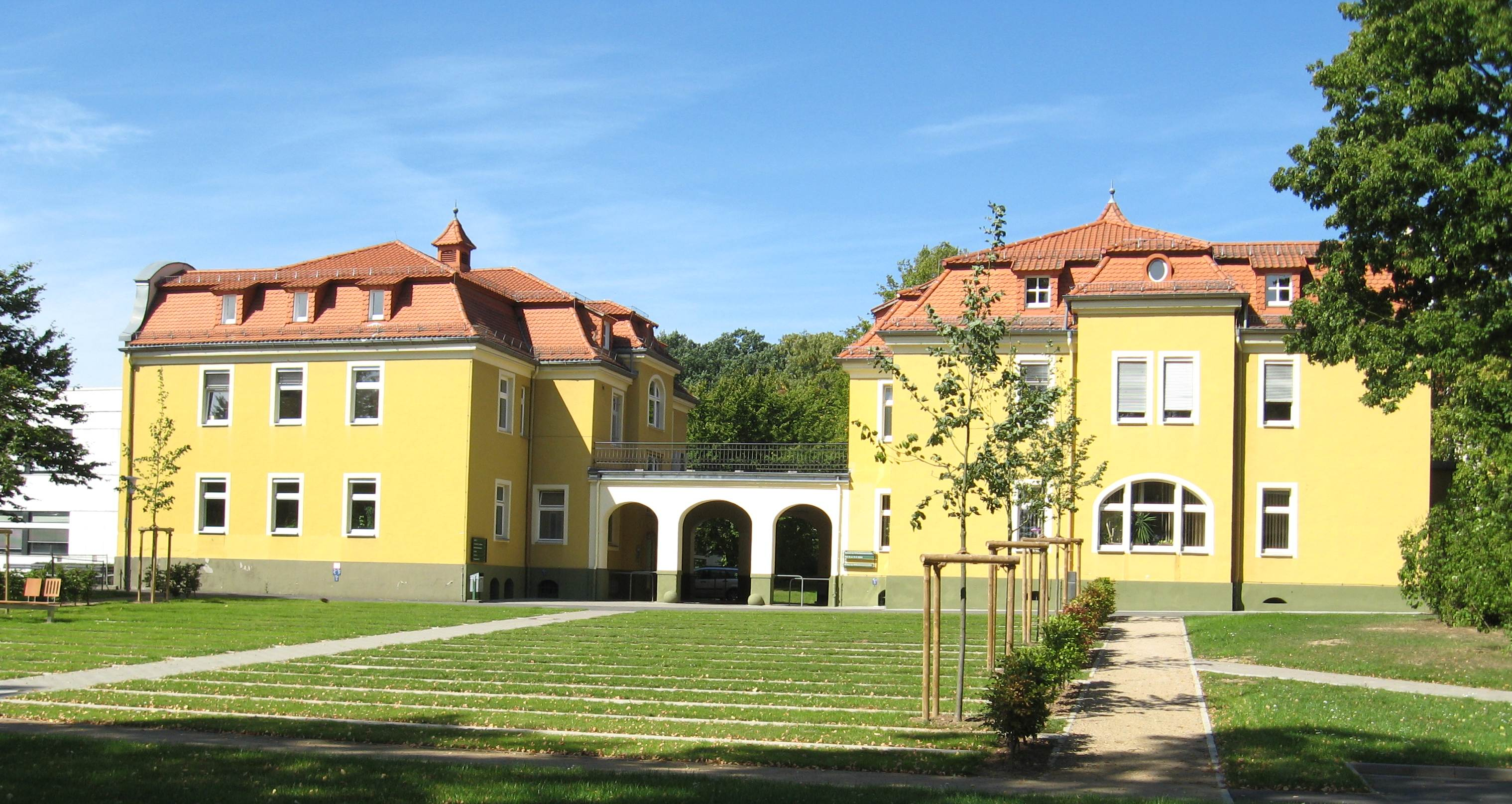
دانشکدهٔ اقتصاد، حقوق، و مطالعات کسب و کار

- ریاضیات و علوم رایانه، فیزیک، جغرافیا
- علوم کشاورزی، علوم تغذیه، و مدیریت محیط زیست

## نگارخانه

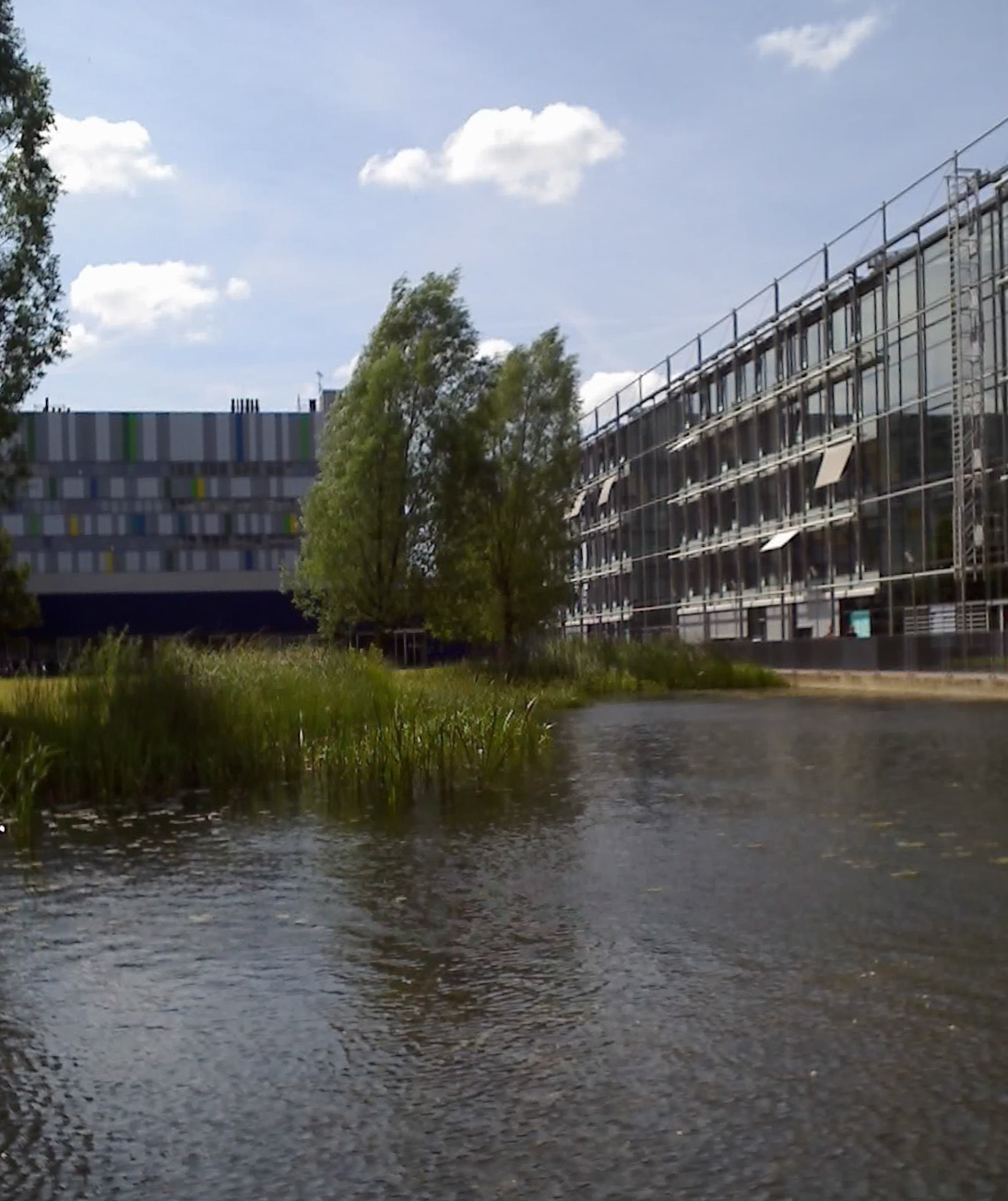
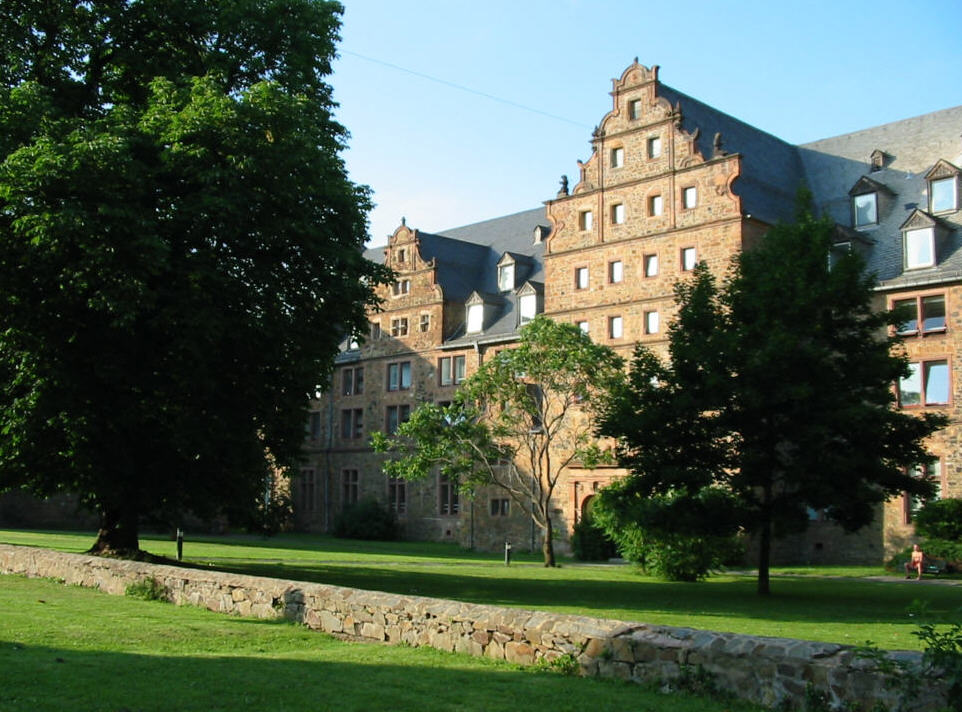
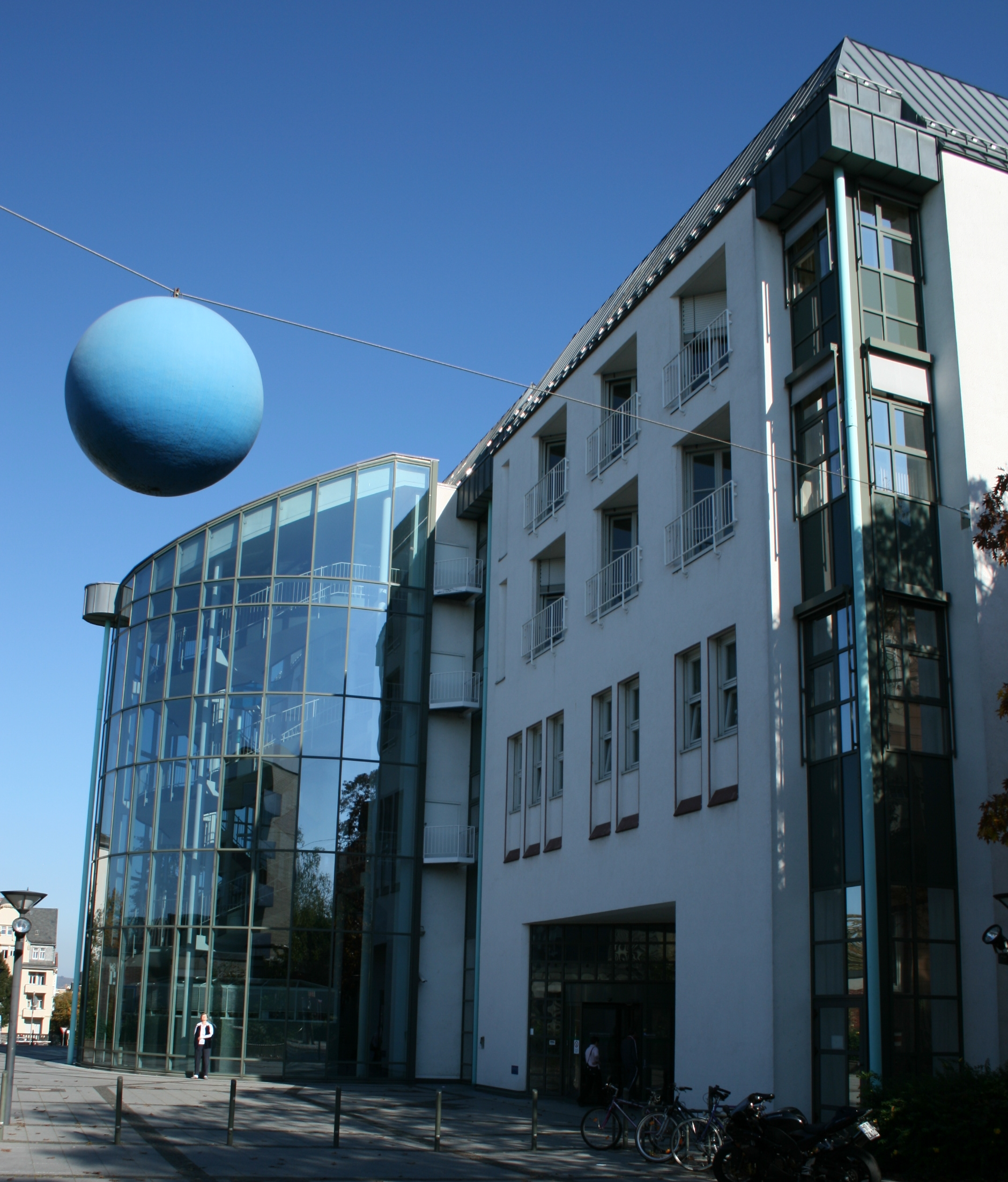
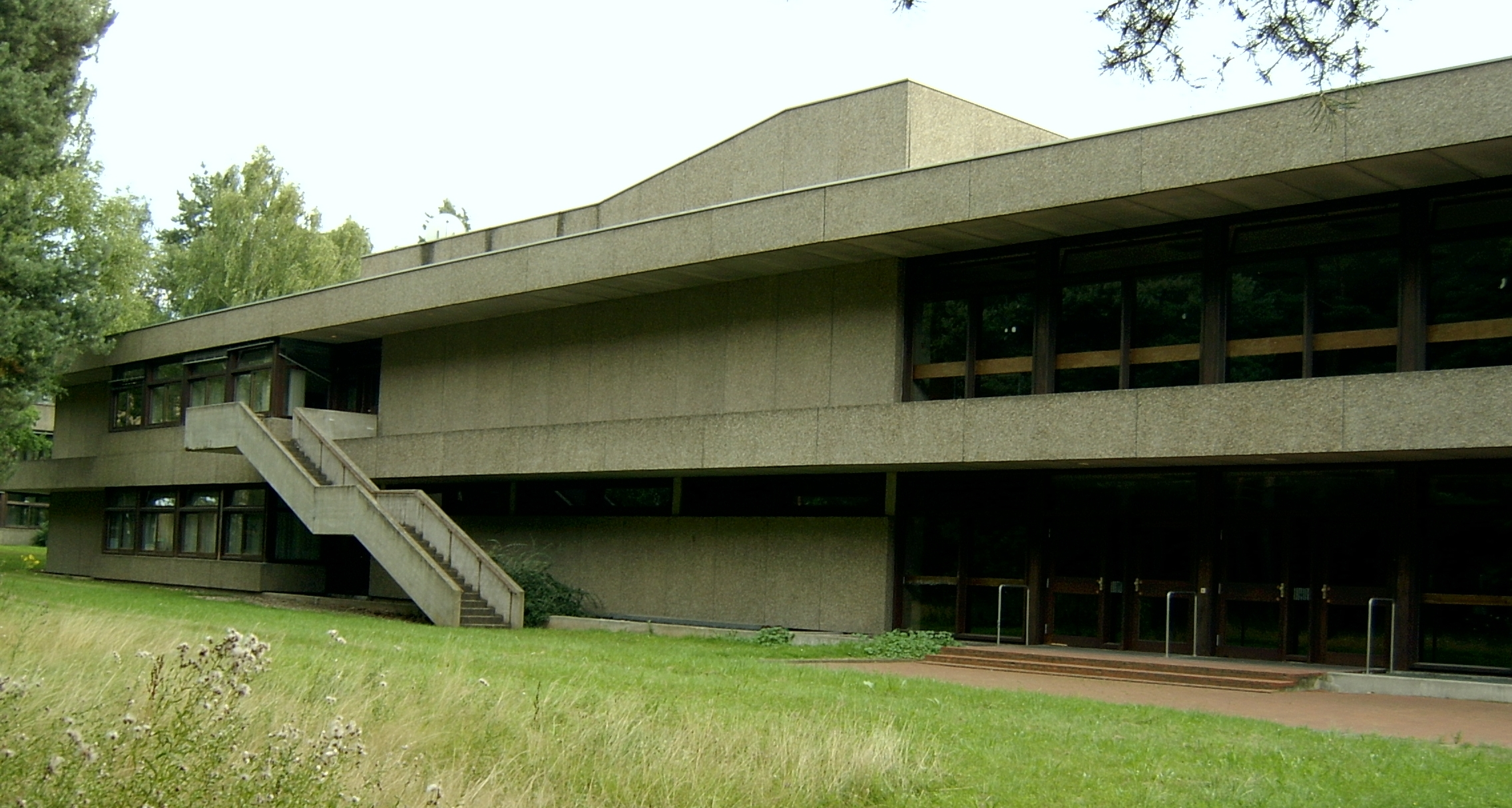
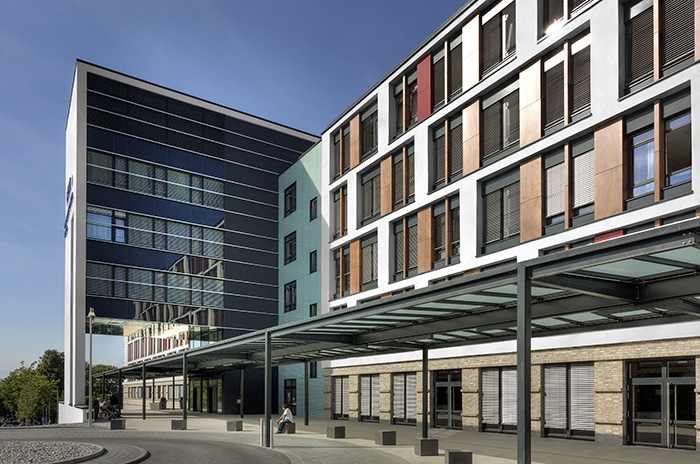
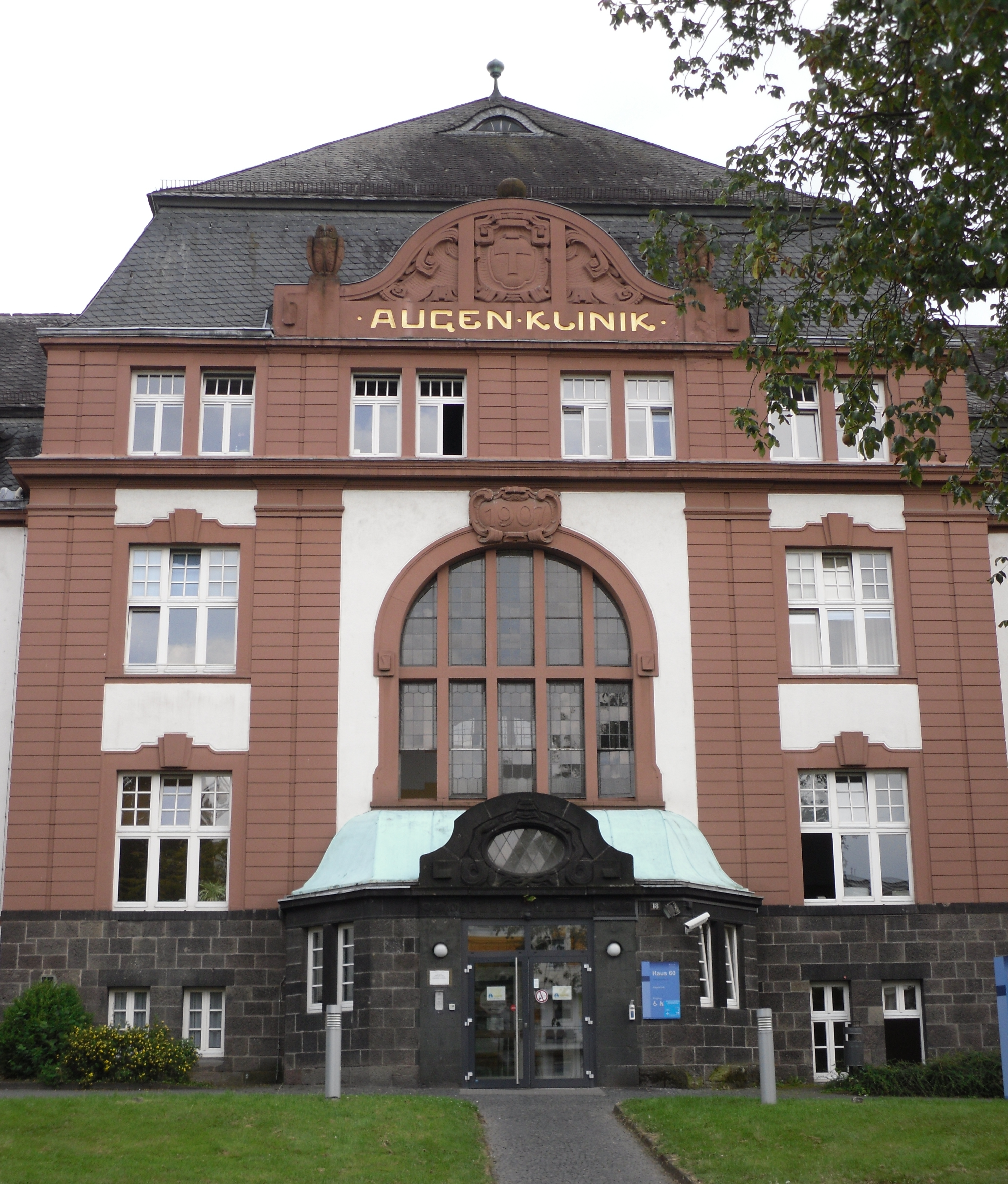
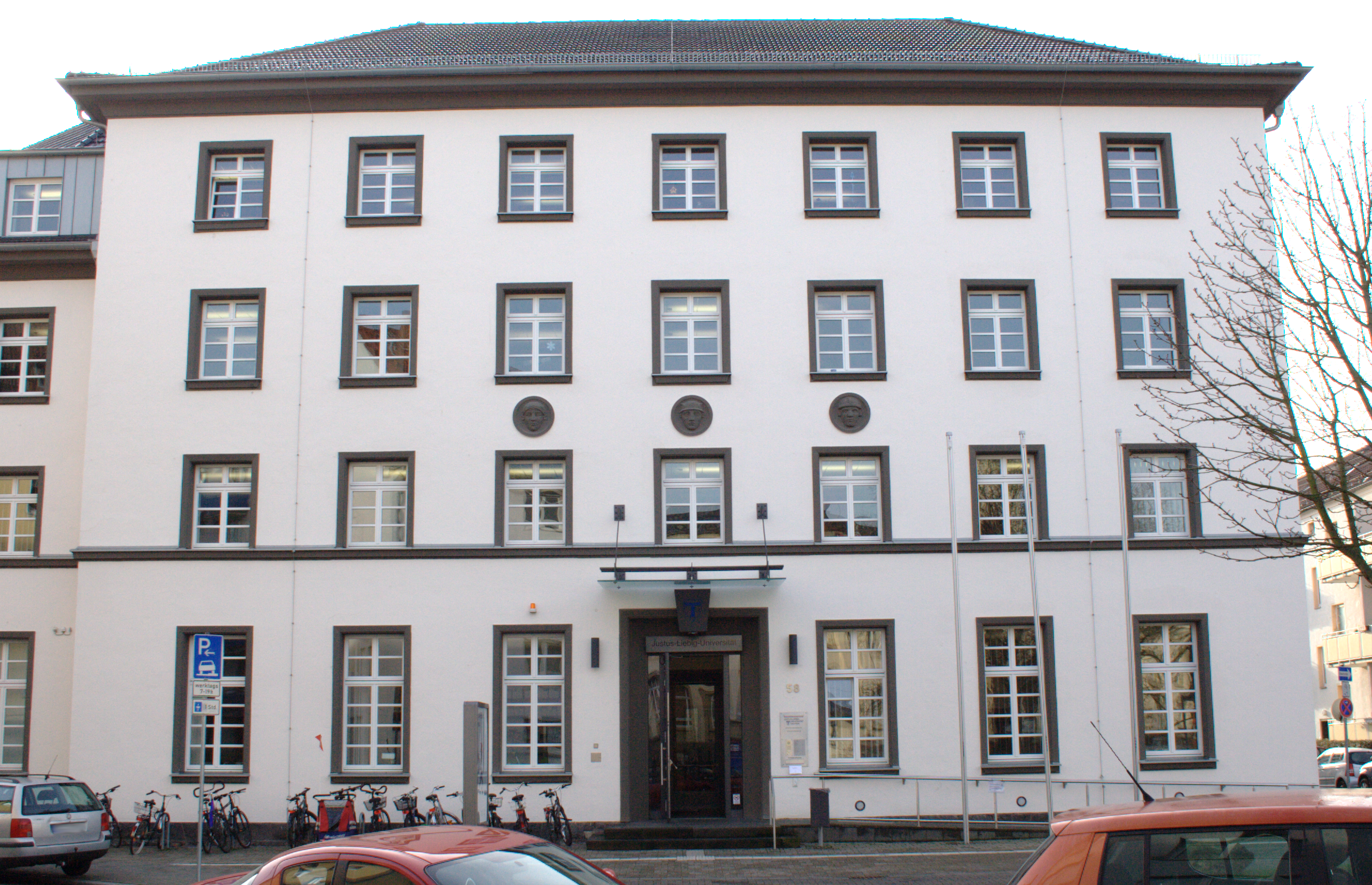
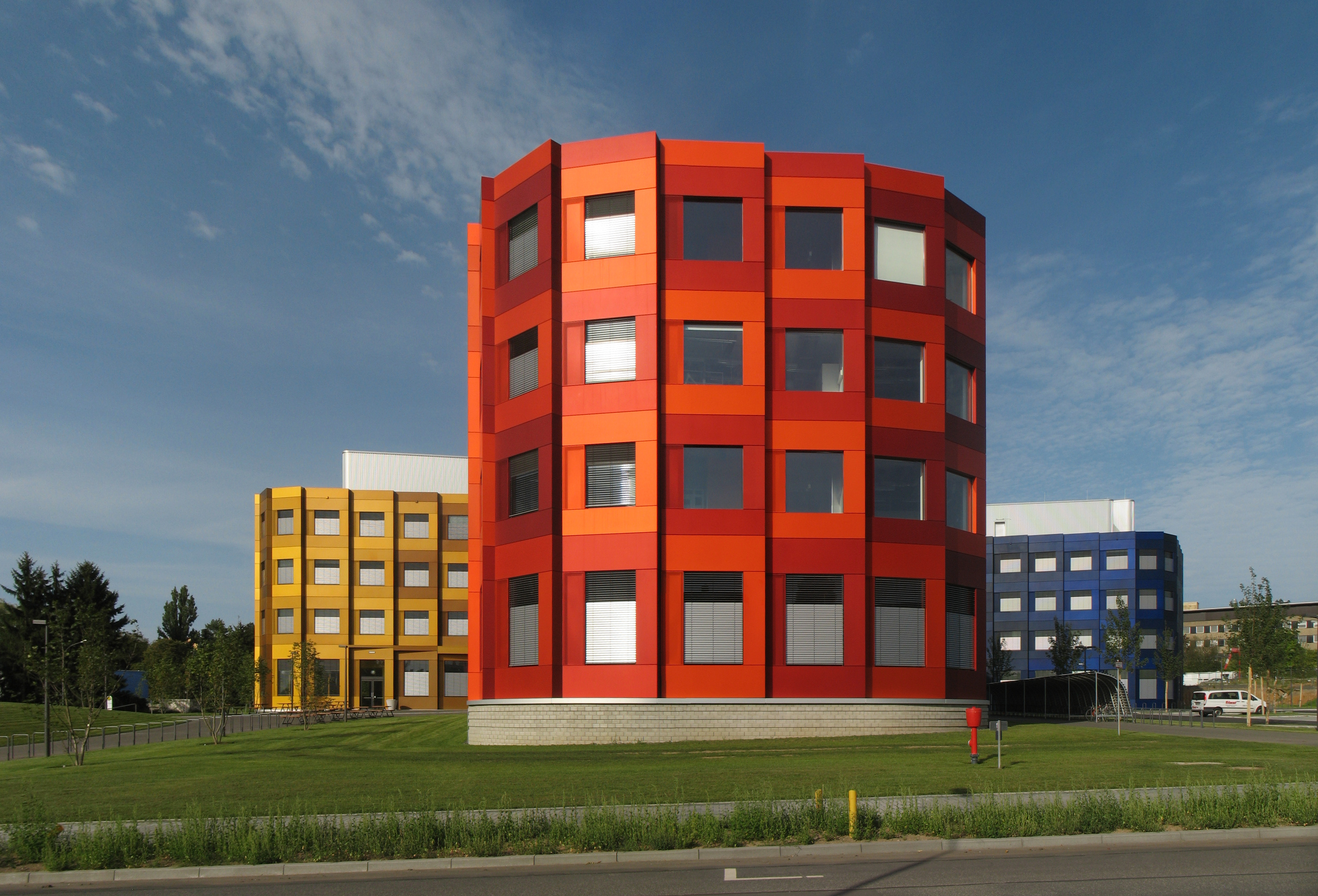
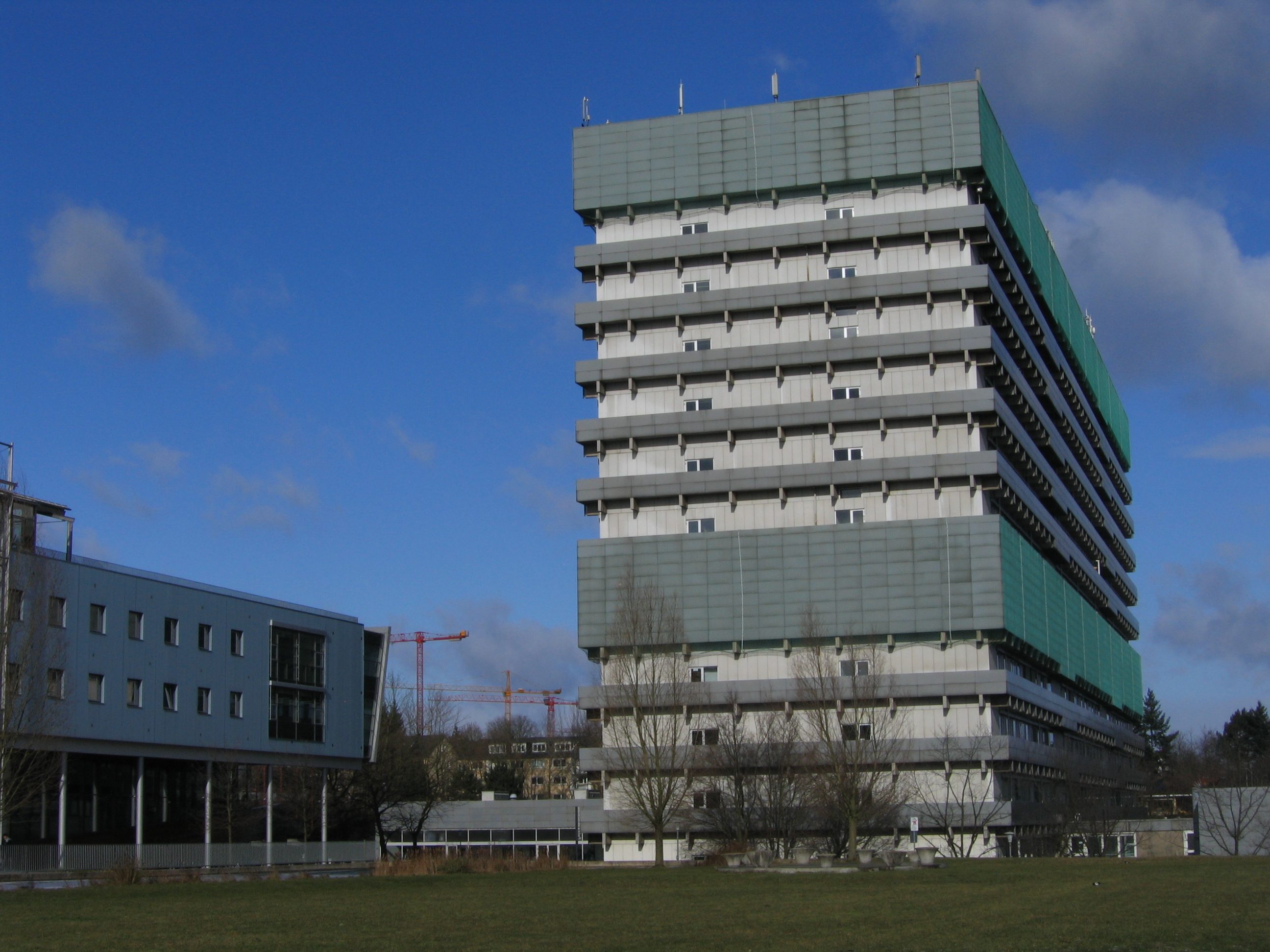
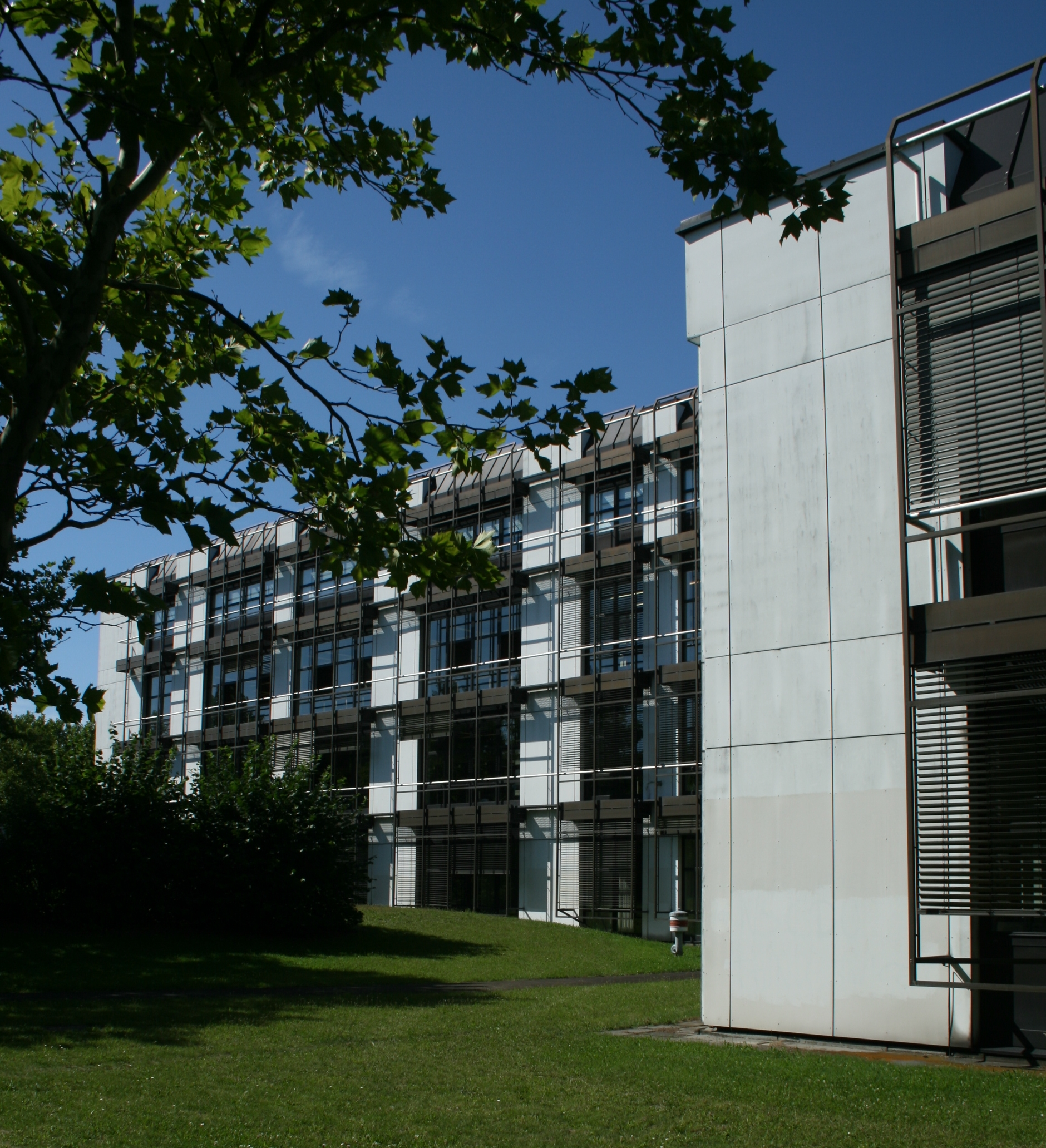